# Grammatorcynus bicarinatus
Grammatorcynus bicarinatus (Quoy e Gaimard, 1825) è un pesce osseo marino della famiglia Scombridae.

## Descrizione
Grammatorcynus bicarinatus ha corpo allungato e leggermente compresso ai lati. La bocca è relativamente piccola, raggiunge il centro dell'occhio. Anche l'occhio è piuttosto piccolo. La bocca è armata di denti sottili di forma conica. Le pinne dorsali sono due: la prima con raggi spinosi di altezza decrescente, la seconda breve, piccola e falcata. L'anale è simile alla seconda dorsale, in posizione leggermente più arretrata. Sul peduncolo caudale sono presenti da 6 a 7 pinnule e tre carene per lato, di cui la centrale più grande. Le pinne pettorali sono corte. Sono presenti due linee laterali, un che segue il profilo dorsale del corpo e l'altra che attraversa verticalmente il corpo all'altezza delle pinne pettorali e quindi decorre nella parte ventrale per unirsi all'altra sul peduncolo caudale. Il corpo è coperto interamente di piccole scaglie..
Il colore è uniformemente argenteo, con una serie di punti scuri lungo il profilo ventrale.
La taglia massima nota è di 112 cm. Il peso massimo noto è di 13,5 kg.

## Distribuzione e habitat
Questa specie è endemica delle acque australiane, raramente più a sud del 30º parallelo. Esistono segnalazioni anche dal sud della Papua Nuova Guinea.
È un pesce pelagico costiero, particolarmente comune lungo la Grande Barriera Corallina durante l'alta marea si sposta nelle lagune coralline.

## Biologia
Forma densi banchi nei pressi delle barriere coralline.

### Alimentazione
È una specie carnivora, caccia soprattutto clupeidi durante l'alta marea nelle lagune.

## Pesca
È oggetto di pesca specifica nel Queensland australiano non per consumo diretto ma per essere usato come esca. È oggetto anche di pesca sportiva. È commestibile ma deve essere sfregato con succo di limone prima di essere cucinato altrimenti emette uno sgradevole odore di ammoniaca.

## Conservazione
Questa specie è classificata dalla IUCN come in pericolo minimo di estinzione. Sebbene la consistenza delle popolazioni della specie non sia nota con esattezza non pare soggetta a sovrapesca e una parte consistente dell'areale è situata all'interno del Parco marino della Grande barriera corallina.